# 닌텐도 기술개발본부
닌텐도 기술개발본부(약칭 닌텐도 PTD)는 닌텐도 산하의 하드웨어 개발부서이다. 2015년 9월 닌텐도 종합개발본부와 닌텐도 기획개발본부가 합병돼 창립된 부서이다.
대표 개발상품으로 닌텐도의 종합 게임 콘솔 닌텐도 스위치가 있다.

## 개발 상품
| 연도 | 이름                        | 플랫폼        | 참조  |
| ---- | --------------------------- | ------------- | ----- |
| 2016 | 포켓몬 고 플러스            | 하드웨어      | [ 2 ] |
| 2017 | 닌텐도 스위치               | 하드웨어      | [ 1 ] |
| 2017 | 닌텐도 스위치 프로 컨트롤러 | 닌텐도 스위치 | [ 1 ] |
| 2017 | 뉴 닌텐도 2DS XL            | 하드웨어      | [ 3 ] |
| 2017 | 조이콘 AA 배터리 팩         | 닌텐도 스위치 | [ 4 ] |
| 2018 | 닌텐도 라보                 | 닌텐도 스위치 | [ 5 ] |
| 2018 | 몬스터볼 Plus               | 하드웨어      |       |
| 2019 | 닌텐도 스위치 라이트        | 하드웨어      | [ 6 ] |
| 2019 | 링콘                        | 하드웨어      | [ 7 ] |
| 2019 | 레그스트랩                  | 하드웨어      | [ 7 ] |
| 2019 | 닌텐도 스위치 터치펜        | 닌텐도 스위치 | [ 8 ] |
| 2021 | 닌텐도 스위치 OLED 모델     | 하드웨어      |       |

## 참조

### 내용주
1. ↑  일본어: 任天堂技術開発本部, 영어: Nintendo Platform Technology Development
2. ↑  조이콘 포함
3. ↑  뉴 닌텐도 2DS XL 스타일러스 포함
4. 1 2  닌텐도 기획제작본부와 공동개발
5. 1 2  《링 피트 어드벤처》용으로 개발